# Eismöwe

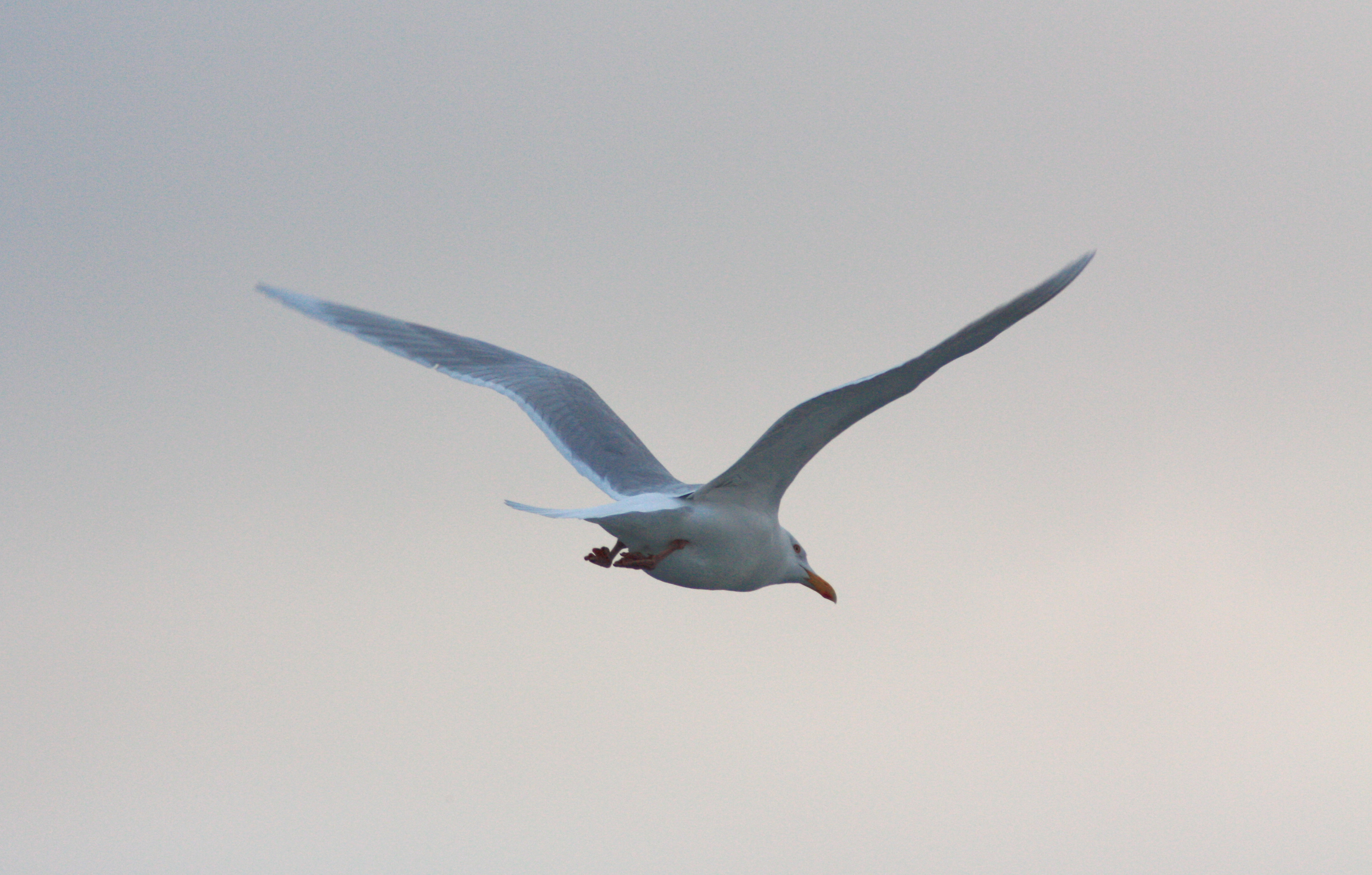
Eismöwe im Flug. Ein schwarzes Handschwingenmuster wie bei den meisten anderen Großmöwen fehlt.

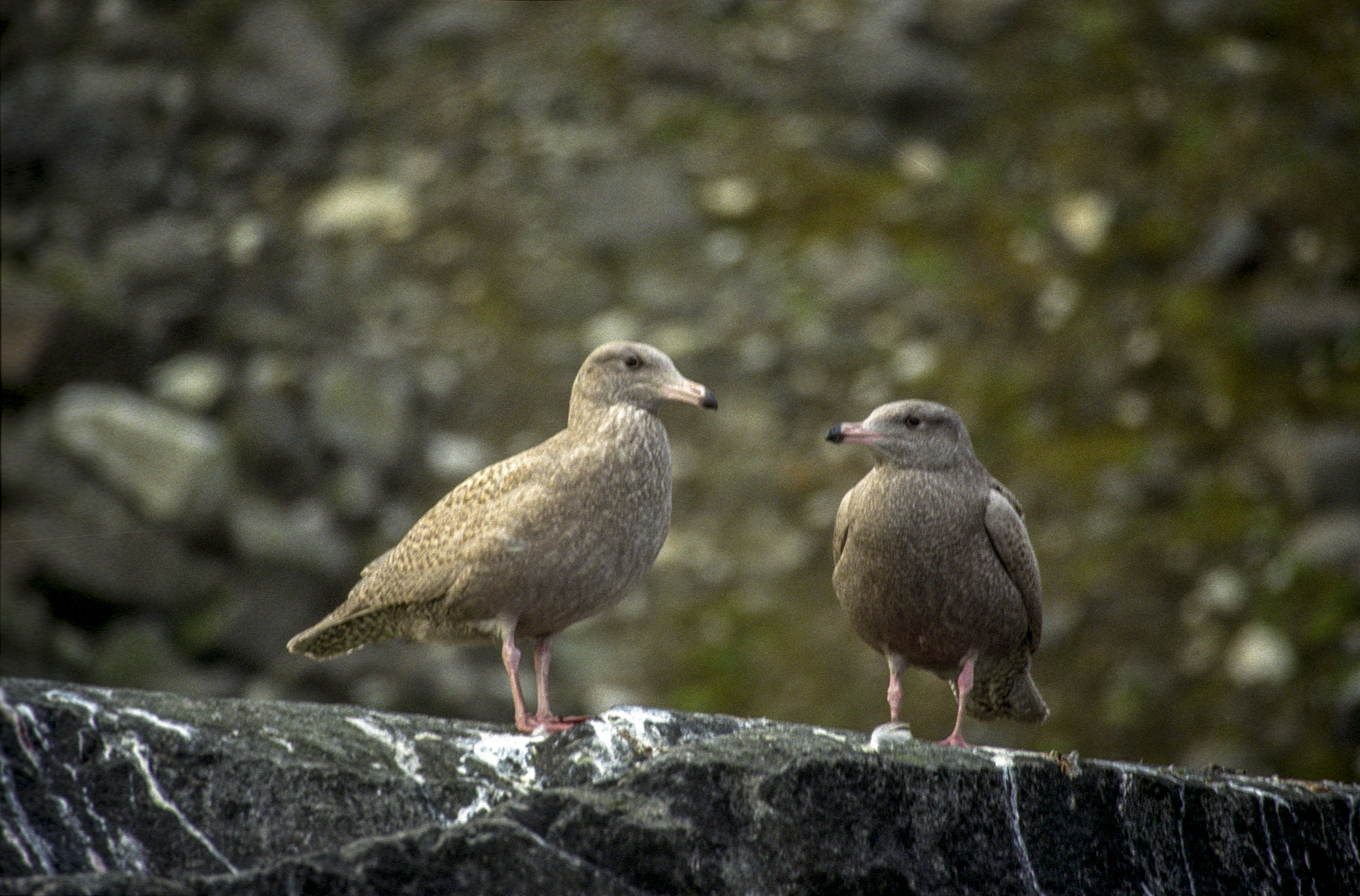
Eismöwen im Jugendkleid. Man beachte den abgesetzt zweifarbigen Schnabel.

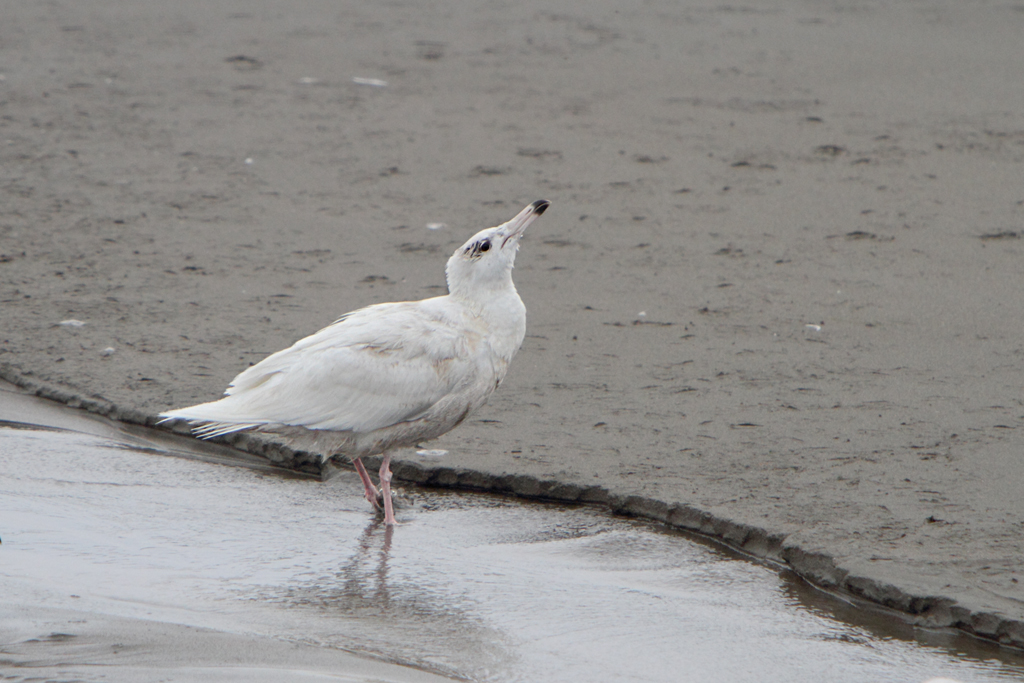
Eismöwe im zweiten Winter. Zum Frühjahr hin sind die jungen Vögel im abgenutzten Gefieder fast weiß.

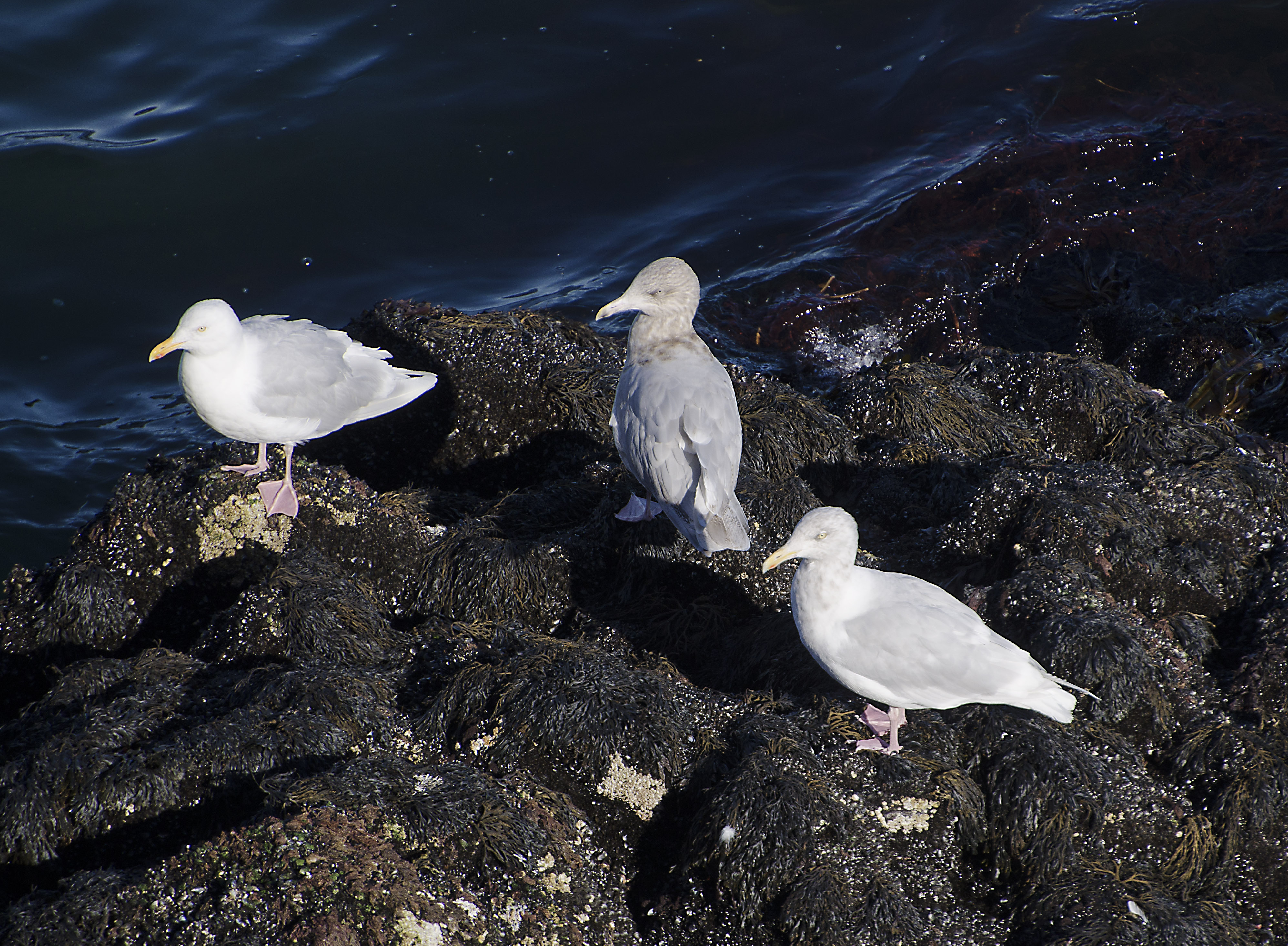
Eismöwen gegen Ende der Brutzeit – noch im Brutkleid, im dritten Schlichtkleid und ins Schlichtkleid mausernd (von links nach rechts)

Die Eismöwe (Larus hyperboreus) ist ein großer Vogel innerhalb der Möwen, der die Küsten der subpolaren Zone und der Polargebiete der Arktis bewohnt. Sie überwintert an eisfreien Gewässern im Süden ihres Verbreitungsgebiets, ist aber in kleinerer Zahl auch südlich davon und – vor allem bei wetterbedingten Einflügen – als gelegentlicher Gast in der gemäßigten Zone zu finden.
Die Eismöwe brütet an Steilküsten und Inseln, seltener auch an Tundraseen oder Stränden. Sie ist oft in der Nähe von Brutkolonien anderer arktischer Vogelarten zu finden, von deren Eiern und Jungvögeln sie sich dann größtenteils ernährt. Zum Nahrungsspektrum zählen aber auch Fische und Meerestiere sowie vor allem außerhalb der Brutzeit Aas und Abfälle.

## Beschreibung
Die Eismöwe steht mit einer Körperlänge von 62–70 cm und einer Flügelspannweite von 140–160 cm in der Größe zwischen Silber- und Mantelmöwe. Sie ist eine kräftig gebaute Großmöwe mit einem „grimmig“ wirkenden Gesichtsausdruck und abfallender Stirn. Beim sitzenden Vogel bilden die Schirmfedern eine deutliche Stufe und die Handschwingenprojektion ist relativ kurz. Im Flug wirken der Körper kräftig und die Flügel kürzer als bei einer Silbermöwe, mit langem Arm- und recht kurzem Handflügel. Der Flug wirkt etwas träge. Auffällig sind die – von unten betrachtet – durchscheinenden Handschwingen. Ein schwarzes Handschwingenmuster fehlt ebenso wie eine schwarze Schwanzbinde in den Jugendkleidern. Ein Sexualdimorphismus besteht bezüglich des Gefieders nicht. Weibchen sind aber oft deutlich kleiner und leichter, als Männchen. Während Männchen der Nominatform etwa zwischen 1 und 2,2 kg wiegen, liegt das Gewicht der Weibchen zwischen 0,9 und 1,8 kg.  Junge Eismöwen sind nach dem vierten Winter voll ausgefärbt.
Die Eismöwe ähnelt in allen Kleidern der Polarmöwe. Diese ist jedoch kleiner mit rundlicherem Kopf. Der Flug wirkt leichter und das Flugbild unterscheidet sich deutlich.

### Adulte Vögel
Im Prachtkleid zeigt die Eismöwe einen gelben Schnabel mit rotem Gonysfleck. Die Iris ist hell gelblich, das Auge von einem gelben oder orangen Orbitalring umgeben. Kopf, Hals, vorderer Rücken, Unterseite und Steuerfedern sind rein weiß. Die Oberseite ist hell grau. Dem Flügel fehlt im Unterschied zu den meisten Großmöwen ein schwarzes Handflügelmuster. Die Flügelhinterkante zeigt einen breiten, weißen Saum, der bis zur Spitze reicht. Beine und Füße sind dunkel rosa. Im Schlichtkleid sind Kopf und Hals bis auf die vordere Brust relativ dicht und strichelig graubraun gemustert.

### Jugendkleider
Auffälliges Merkmal junger Eismöwen, das diese auch von jungen Polarmöwen unterscheidet, ist der abgesetzt zweifarbige Schnabel mit rosa-fleischfarbener Basis und schwarzer Spitze, bzw. subterminalem Band. Die Beine sind ebenfalls in allen Kleidern fleischfarben. Im Unterschied zu anderen Großmöwen fehlen eine dunkle Schwanzbinde und eine schwarze Flügelspitze.
Vögel im Jugendkleid sind überwiegend hell graubraun bis „milchkaffeebraun“. Kopf und Unterseite sind sehr fein graubraun gemustert. Das dunkle Auge ist von hellen Lidern eingefasst und der Bereich hinter dem Schnabel etwas aufgehellt. Das Schulter- und Rückengefieder wirkt aufgrund heller Säume und subterminaler dunkler Bänder schuppig gemustert; das beigegraue Flügelgefieder und die Steuerfedern sind weißlich gesäumt und dunkel gebändert oder bespitzt. Bürzel und Unterschwanzdecken sind dunkel gebändert.
Vögel im ersten Winter ähneln denen im Jugendkleid, sind aber heller. Manche Exemplare – besonders zum Frühjahr hin im abgenutzten Gefieder – wirken fast ganz weißlich mit nur noch rudimentär vorhandener Zeichnung. An der komplett schwarzen Schnabelspitze können sie von älteren Vögeln unterschieden werden.
Vögel im zweiten Schlichtkleid sind unregelmäßiger gemustert als Vögel im ersten Winter. Sie wirken etwas scheckig. Die Kopfzeichnung ist oft deutlich gestrichelt, wie für das Schlichtkleid der Großmöwen typisch. Auge und Schnabelspitze sind bereits aufgehellt. Zum Sommer hin oder bei manchen Vögeln erst zu Beginn des dritten Winters, mischen sich die hellgrauen Federn des Adultkleids in Rücken und Schultergefieder.
Im dritten Schlichtkleid sind Rücken und Schulterfedern bereits überwiegend hellgrau. Einige beigegraue Federn mit hellen Säumen bleiben aber oft erhalten. Die Schirmfedern sind noch schmaler weiß gesäumt als im Adultkleid. Unterseite, Bürzel und Steuerfedern zeigen noch graubraune Fleckungen oder Federzentren. Die schwarze Schnabelspitze ist nun auf ein schmales, subterminales Band reduziert. Das Gesicht wirkt oft heller als im zweiten Winter.

## Stimme
Die stimmlichen Äußerungen der Eismöwe sind wesentlich höher als die der ähnlich großen Mantelmöwe und teilweise auch höher als die der Silbermöwe.
Der Hauptruf wird als üe oder zweisilbiges k-li beschrieben. Das „Jauchzen“ (long call) ist höher und langsamer als bei der Silbermöwe. Wegen der sich übersteigernden, schrillen Laute im Mittelteil erinnert es an die umgekehrten Rufe eines Esels (a-i statt i-a). Der „Katzenruf“ wird als hoch, langgezogen und pfeifend beschrieben. Der als Alarmruf eingesetzte „Staccatoruf“ ist ein gellendes ga-ga-gak, kek-kek-kek oder go-go-gok.

## Verbreitung
Die Brutverbreitung der Eismöwe erstreckt sich über die subpolare Zone und die Polargebiete der Arktis. In Europa beschränkt sie sich auf den Nordwesten und Südosten Islands, auf Jan Mayen, Spitzbergen und die Bäreninsel. Im Norden Russlands und Sibiriens reicht sie von der Murmanküste ostwärts bis zum Anadyrgolf und umfasst Franz-Joseph-Land, Nowaja Semlja, Sewernaja Semlja, die Neusibirischen Inseln, die Bennett- und die Wrangelinsel sowie die Sankt-Lorenz-Insel.
In der Nearktis besiedelt die Eismöwe die nördlichen Küsten Alaskas südwärts bis zur Bristol Bay. Auf den Aleuten und den Pribilof Islands fehlt sie. Binnenlandvorkommen gibt es im Vorland der Brooks Range und im Bereich des Colville River. An den Küsten des Kanadisch-arktischen Archipels ist sie verbreiteter Brutvogel. Das Areal reicht hier vom Nansen Sound, dem Greely Fjord und der Lady Franklin Bay im nördlichen Ellesmere Island südwärts. Die Eismöwe fehlt hier nur im Westen von Baffin Island. Auf dem Festland kommt sie an der nördlichen Küste von Yukon inklusive Herschel Island, auf der Adelaide-Halbinsel und auf Boothia vor, fehlt dort aber in den Rasmussen Lowlands. In Kivalliq gibt es Binnenlandvorkommen auf Tundraseen. Die Ostküste der Hudsonbay besiedelt sie bis auf die Höhe der Belcherinseln, wo sie ebenfalls brütet. An der James Bay kommt sie nur zerstreut vor. Ferner brütet sie im äußersten Norden der Labrador-Halbinsel – vor allem an der Ungava Bay, aber auch südöstlich bis 55° N.
Auf Grönland ist die Art an der Westküste von Nunarsuit bei etwa 60,4° N bis Washington Land verbreiteter Brutvogel, fehlt aber im Bereich des Humboldt Gletsjers sowie an Küstenabschnitten, die dicht von der Mantelmöwe besiedelt sind. An der Ostküste reicht die Verbreitung von Kap Farvel bis zur Halbinsel Germania Land. Nordwärts kommt die Art dann nur noch zerstreut bis etwa zum Jørgen Brønlund Fjord vor.

## Geografische Variation und Hybriden
Es werden bis zu vier Unterarten anerkannt, wobei L. h. leuceretes umstritten ist und oft zur Nominatform gestellt wird:
- L. h. hyperboreus Gunnerus 1767 – Jan Mayen und Spitzbergen, ostwärts bis zur östlichen Taimyrhalbinsel
- L. h. pallidissimus Portenko 1939 – östliches Sibirien zwischen Taimyrhalbinsel und Beringsee
- L. h. barrovianus Ridgway 1886 – Alaska bis Westkanada
- L. h. leuceretes Schleep 1819 – Östlicher Mackenzie-Distrikt, kanadisch-arktischer Archipel, Grönland und Island.

Die geografische Variation ist relativ schwach ausgeprägt, so dass manche Autoren die Art auch als monotypisch betrachten. 1986 unterzog Richard C. Banks die Feinsystematik dieser Art einer genaueren Untersuchung. Ihm zufolge sind die Vögel der westlichen Nearktis relativ klein, oberseits dunkel und haben recht kleine Schnäbel (barrovianus). Die Populationen vom östlichen MacKenzie ostwärts bis zur Taimyrhalbinsel (bisher als Nominatform geführt) sind größer und großschnäbeliger, die Vögel östlich der Taimyrhalbinsel am größten und hellsten, mit den kräftigsten Schnäbeln (palidissimus). In Bezug auf die Größe gibt es also eine Zunahme von West nach Ost mit einer deutlichen Grenze an der Beringsee.
Zudem wäre nach Banks die Nominatform aufzugliedern in die oberseits recht hellen Vögel der östlichen Nearktis, Grönlands und Islands sowie eine oberseits dunklere Population von Jan Mayen und Spitzbergen ostwärts. Als Unterartnamen schlägt er leuceretes vor, basierend auf der Beschreibung Bernhard Christian Schleeps eines grönländischen Vogels von 1819 aus einer Sammlung in Schleswig. Andere Autoren folgen dem nicht. Ihrer Ansicht nach unterscheiden sich die Populationen der bisherigen Nominatform nicht. Im Unterschied zu europäischen Vögeln seien ostamerikanische zwar oft im ersten Winter heller, was aber nicht unbedingt die Regel sei.
Die Eismöwe hybridisiert nicht selten mit der Silbermöwe oder der Amerikanischen Silbermöwe. Letztere Hybriden werden auch als „Nelson’s Gull“ bezeichnet und treten besonders im Mackenzie-Delta und im nordöstlichen Kanada auf, erstere vor allem im Südwesten Islands und der Kola-Halbinsel. Im westlichen Alaska sind Hybriden mit der Beringmöwe häufig und machen lokal bis zu 50 % der Population aus. Sie treten auch im Osten der Beringsee auf. In Grönland kommen regelmäßig Hybriden mit der Mantelmöwe vor.

## Wanderungen

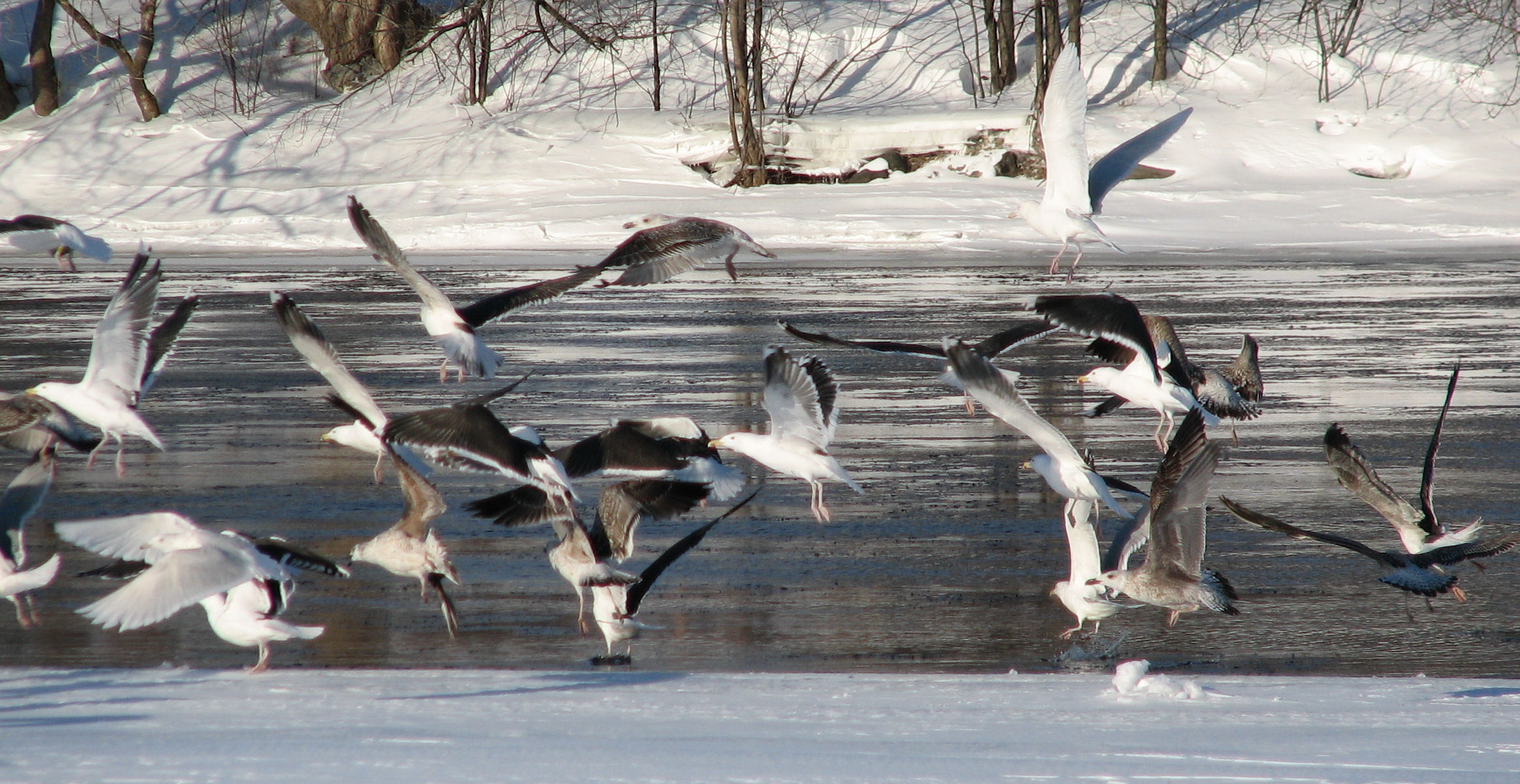
Zwei Eismöwen (oben rechts und unten links) in einem Winterschwarm von Mantelmöwen in Ontario

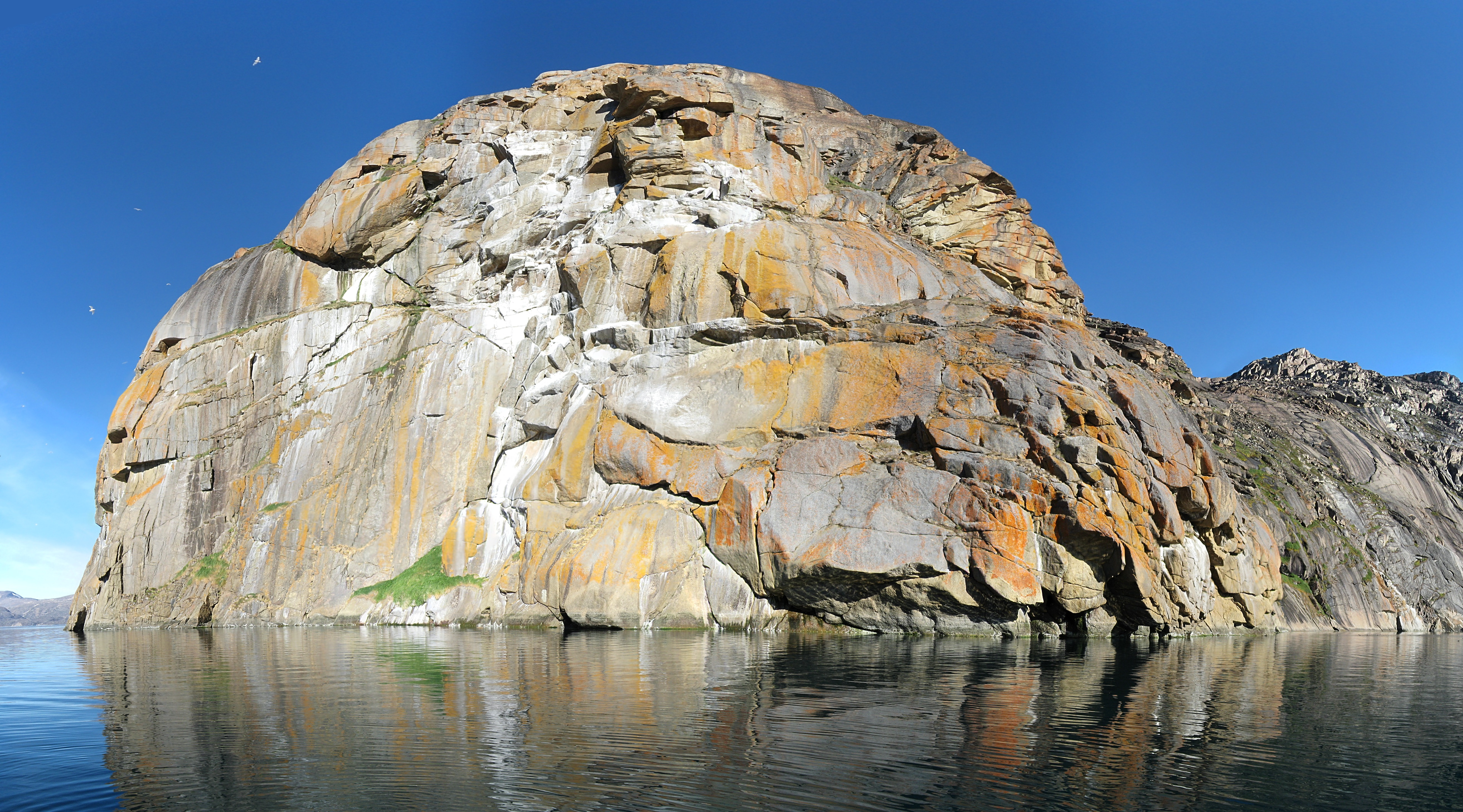
Brutfelsen der Eismöwe, wie hier in Westgrönland, sind oft von orangegelbem Flechtenbewuchs gekennzeichnet.

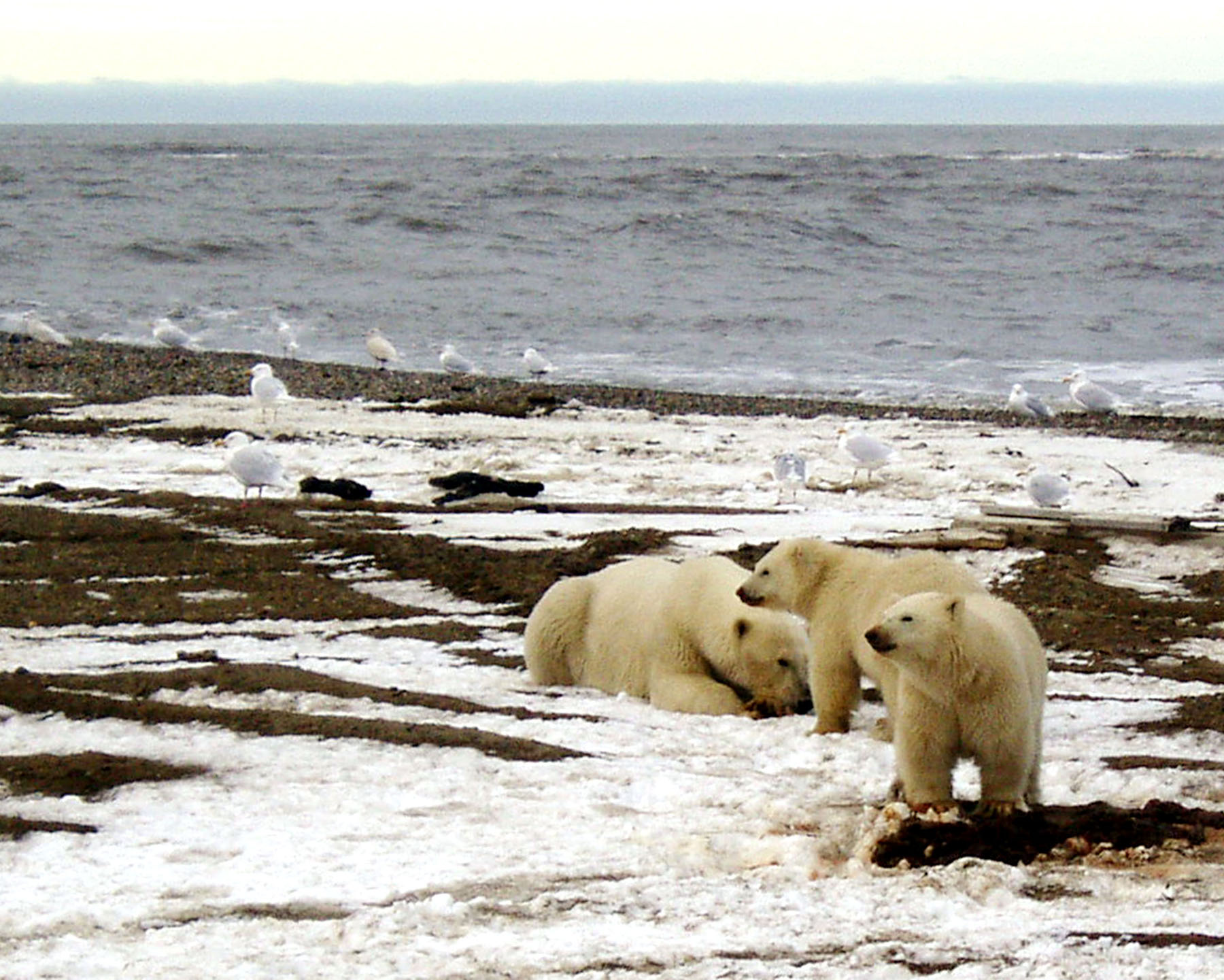
Eismöwen im Gefolge einer Eisbärenfamilie

Die Eismöwe ist ein Teilzieher, der größtenteils im südlichen Teil der Brutverbreitung in eisfreien Gewässern überwintert. In kleineren Zahlen ist die Art auch in Teilen der kaltgemäßigten Zone regelmäßiger Wintergast. Besonders bei wetterbedingten Einflügen gelangt sie auch noch weiter südlich.
Westgrönländische Vögel sind weitgehend Standvögel, die Vögel der Ostküste überwintern großenteils in Island, in kleineren Zahlen auch auf den Britischen Inseln und im Nordseeraum. Die Vögel der Westpaläarktis sind Kurzstreckenzieher, die häufig in Nordnorwegen überwintern. Ostsibirische Vögel überwintern an der ostasiatischen Pazifikküste südwärts bis Japan oder seltener auch Ostchina. In strengen Wintern sammeln sich teils mehrere hundert Exemplare in den Fischereihäfen Hokkaidōs. Als Irrgast gelangt die Art bis Hongkong.
In der Nearktis gibt es zwei Zugwege. Die Populationen an der Beaufortsee und westlich davon ziehen an der Pazifikküste südwärts, überwintern größtenteils im Bereich der Aleuten und in kleineren Zahlen südwärts bis Kalifornien. Die Brutvögel des nordöstlichen Kanadas ziehen an der Küste Labradors entlang. Große Winterbestände gibt es hier in Neufundland mit über 1000 Exemplaren. Besonders immature Vögel scheinen sich auch häufiger als bisher angenommen im Pelagial im Bereich des Labradorstroms und der Neufundlandbank aufzuhalten. Spärlicher ist die Art südwärts bis Long Island zu finden, ein Teil zieht in den Bereich der Großen Seen. Als Irrgast gelangt sie bis Bermuda, Mexiko oder Hawaii.
Die Brutplätze werden zwischen September und Mitte Oktober geräumt. Diesjährige Vögel wandern oft erst ab, wenn die See zufriert. Teils finden in der Nachbrutzeit sogar noch Dismigrationen nach Norden statt. Der Heimzug erfolgt zwischen Februar und April. Von April bis Mai (in hocharktischen Regionen bis Ende Mai) werden die Kolonien im Frühjahr wieder besetzt.

## Lebensraum
Die Eismöwe brütet in Steilwänden und Klippen sowie auf Felsinseln oder -zinnen, die meist an der Küste, seltener auch einige Kilometer landeinwärts gelegen sind. Geschütztere Bereiche in Fjorden werden exponierten, der offenen See zugewandten Stellen vorgezogen. Wo die Nistplätze vor Bodenfeinden sicher sind, brütet die Art auch auf flachen Inseln, an Stränden, Binnenseen oder Flussufern. Auffällig ist die Nähe der Brutplätze zu bedeutenden Nahrungsquellen. So liegen die Brutplätze der Eismöwe in der Hocharktis oft in Seevogel-, Gänse- oder Eiderentenkolonien sowie in der Nähe menschlicher Siedlungen. Die höchstgelegenen Kolonien finden sich auf 1000 m über dem Meer.
Die Lebensraumansprüche der Eismöwe ähneln stark denen der Mantelmöwe, die offenbar oft Nistplatzkonkurrenz ist. In Westgrönland fehlt die Eismöwe daher an dicht mit Mantelmöwen besiedelten Küstenabschnitten. In Westisland nimmt sie bevorzugt seewärts gewandte Klippen mit Grasbändern als Nistplatz an – möglicherweise eine Anpassung an die Konkurrenz mit Mantelmöwen. Wo sie mit anderen Klippenbrütern wie Lummen, Dreizehen- oder Polarmöwen vergesellschaftet ist, besetzt die Eismöwe oft die höchstgelegenen Brutplätze, mit etwas Abstand über den anderen Brutvögeln. Koloniestandorte sind oft durch einen auffälligen Bewuchs mit orangegelben Flechten der Gattungen Caloplaca oder Xanthoria gekennzeichnet. Zudem wachsen unterhalb der Kolonien Gräser und nitrophile Blütenpflanzen oft besonders üppig.
Außerhalb der Brutzeit ist die Eismöwe im Bereich der eisfreien Küsten und selten nur im Binnenland zu finden. Im Unterschied zur Brutzeit dehnt sie dann ihre Aktivitäten auch bis in die Schelfzone aus. Sie ist zudem an Mülldeponien, Fischereihäfen, im Siedlungsraum oder auf Äckern, seltener auch an großen Binnengewässern anzutreffen.

## Ernährung
Die Eismöwe ernährt sich wie viele Möwen omnivor und opportunistisch. Der Schwerpunkt liegt aber deutlich auf tierischer Nahrung. Brutplatzwahl und Tagesaktivität richten sich bei dieser Art besonders deutlich am Nahrungsangebot aus. Je nach Gelegenheit ernährt sie sich fischend, sammelnd, räuberisch, als Kleptoparasit oder als Aasfresser.
In der Gezeitenzone und im Pelagial sammelt oder erbeutet sie marine Wirbellose und Fische. Dazu zählen vor allem Dreieckskrabben  wie die Nordische Seespinne (Hyas araneus), Miesmuscheln, Strandschnecken, Stachelhäuter oder Sandaale. Im Unterschied zur Mantelmöwe fängt sie kaum große Fische, verwertet aber sogar noch kleinste Fischreste. Da sie nicht tiefer als 1 m tauchen kann, fängt sie Meerestiere meist von der Wasseroberfläche. Bisweilen fördern zerfallende oder umgekippte Eisberge ein reiches Nahrungsangebot zutage, das dann ganze Schwärme anlockt.
Besonders zur Brutzeit und in hocharktischen Gebieten hält sich die Eismöwe an Seevogel-, Gänse- oder Entenkolonien. Hier spielen vor allem Eier und Jungvögel als Nahrung eine Rolle. So wird besonders das Angebot an ausfliegenden Krabbentauchern oder Lummen ausgiebig genutzt. In Yukon machten Küken von Kanada-, Kaiser- und Blässgans einen großen Teil der untersuchten Mageninhalte aus. Aber auch adulte Vögel von der Größe einer Schneeammer bis hin zu Gryllteisten werden gefangen und unzerteilt verschlungen. Säugetiere wie Lemminge, Wanderratten oder neugeborene Ringelrobben zählen ebenfalls zum Nahrungsspektrum und werden im Allgemeinen durch Schnabelhiebe getötet.
Werden die Seevogelkolonien zu Ende der Brutzeit geräumt, kann dies zu einer erhöhten Sterblichkeit unter den verbleibenden Eismöwen führen. Andererseits nutzt die Art vor allem außerhalb der Brutzeit auch kleinste Nahrungsquellen recht effizient. So lässt sie bei Kadavern nur Haut und Knochen übrig und verzehrt auch Nachgeburt oder Kot von Polarfüchsen, Eisbären oder Robben. Auch pflanzliche Nahrung wie Rausch- oder Krähenbeeren wird gefressen. An ergiebigen Nahrungsquellen können sich innerhalb weniger Tage einige tausend Vögel sammeln. Vor allem im Süden des Verbreitungsgebiets werden Müllkippen, Abfälle in Siedlungen oder Fischreste in Häfen oder Industriegebieten ausgiebig genutzt. Oft findet sich die Art im Gefolge von Fischkuttern.

## Fortpflanzung

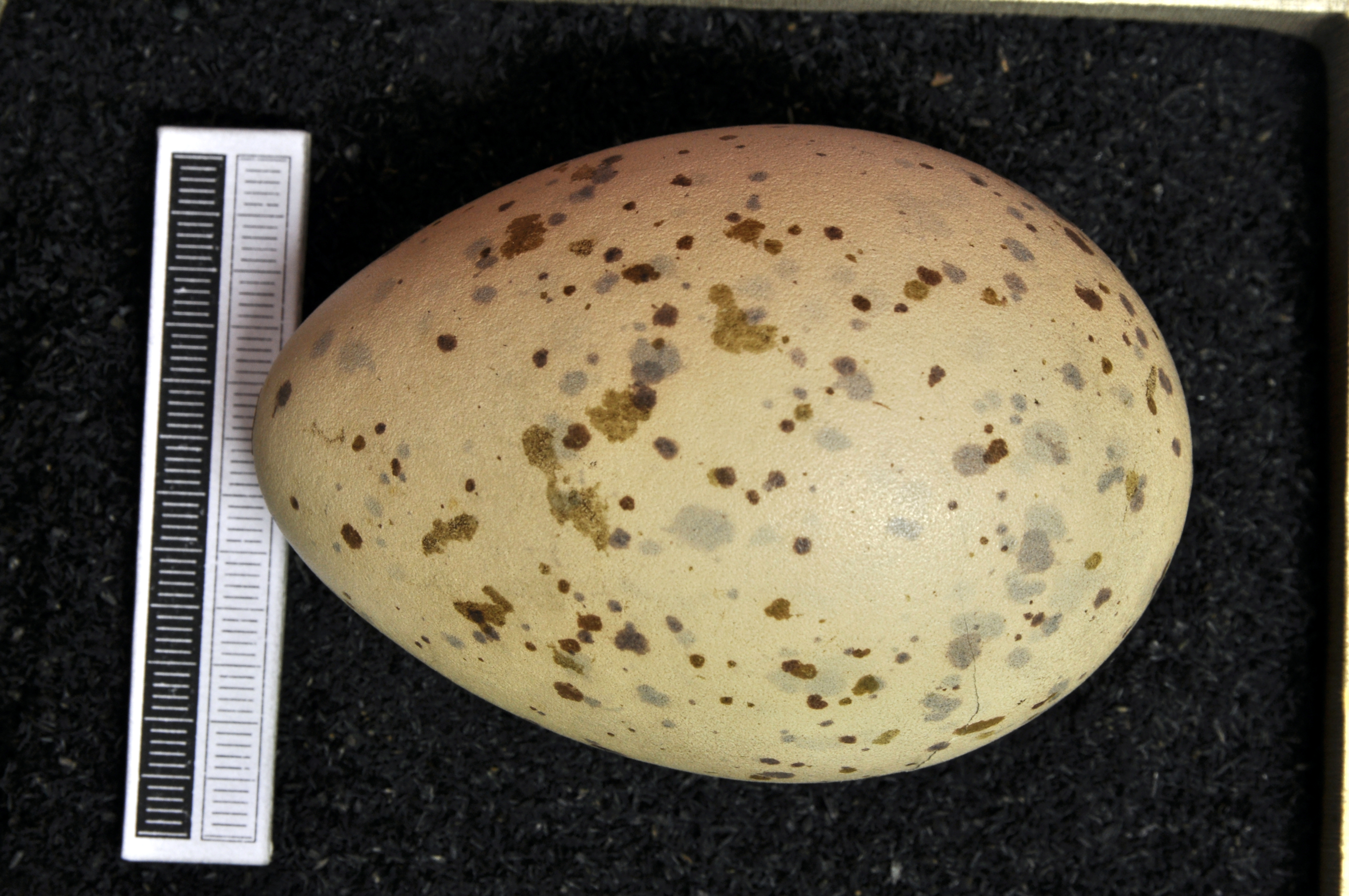
Ei, Sammlung Museum Wiesbaden

Eismöwen erreichen die Geschlechtsreife mit vier bis fünf Jahren und führen eine monogame Saisonehe. Es findet eine Jahresbrut statt, wobei manche Paare in Jahren mit schlechten Ernährungsbedingungen nicht brüten.
Die Eismöwe trifft im April oder Anfang Mai in den Brutgebieten ein. Die Paarbildung erfolgt an den Nistplätzen und kann sich bei einigen Vögeln bis Anfang Juni hinziehen. Nestbau und Eiablage können durch ungünstiges Wetter und späte Schneeschmelze hinausgezögert werden. Ersterer erfolgt jedoch meist im Laufe des Mai und letztere Ende Mai oder Anfang Juni, auf Spitzbergen aber auch teils schon in der ersten Maidekade und in der Niederarktis ab Mitte Mai.
Die Eismöwe brütet in Einzelpaaren oder Kolonien von meist bis zu 150, selten auch bis zu 1000 Paaren. Paare, die sich in der Brutzeit auf Eier und Jungvögel anderer Koloniebrüter als Nahrung spezialisieren, verteidigen oft zusätzlich zur näheren Nestumgebung ein Nahrungsterritorium mit einem Radius von 30 bis über 100 m. Ihre Brutplätze sind oft über denen der anderen Brutvögel gelegen. Paare die sich weniger spezialisiert ernähren, brüten oft in dichteren Kolonien.
Der Neststandort kann sehr unterschiedlich ausfallen, sollte aber vor Bodenfeinden sicher sein und ist oft nach Süden ausgerichtet, da solche Standorte früher schneefrei werden. Wo die Art vom Menschen verfolgt wird, liegen die Nistplätze oft in über 200 m Höhe. In Steilwänden oder Klippen werden relativ breite Simse bevorzugt. Bisweilen brütet die Art auch auf Hüttendächern. War die Brut an einem Nistplatz erfolgreich, wird er im nächsten Jahr meist wieder besetzt.
Das Nest wird von beiden Partnern gebaut und ist je nach Verfügbarkeit von Material ein mehr oder weniger umfangreicher Bau von etwa 30–50 cm Durchmesser. Es besteht aus Gräsern, Grasbüscheln, Moos, Zweigen von Blütenpflanzen, Algen, Seegras und Federn. Die Nistmulde wird oft nicht ausgekleidet. Auf Kiesbänken wird oft nur eine Mulde mit etwas Seegras angelegt. In Jahren mit später Schneeschmelze wird das Nest von einigen Paaren in den Schnee gebaut und versinkt langsam. Wenn der Schnee taut und das Nest durchweicht wird, wird das Gelege aufgegeben.
Das Gelege besteht meist aus drei, seltener aus einem oder zwei Eiern von 76 × 53 mm Größe, die auf meist hell grauem, hell blaugrünem oder hell olivfarbenem Grund grau oder dunkelbraun gesprenkelt sind. Im Falle von Gelegeverlust kommt es zu Nachgelegen, die mit zwei Eiern meist kleiner sind. Sie werden von beiden Partnern etwa 27–28 Tage bebrütet.
Die Jungen werden bis zum Alter von 10 Tagen gehudert, später nur noch bei Niederschlägen mit den Flügeln beschirmt. Beide Eltern füttern. Nach 45–50 Tagen fliegen die Jungen aus und werden noch einige Tage mit Futter versorgt.

## Systematik
Die Eismöwe wurde 1764 von Morten Thrane Brünnich als Larus glaucus erstbeschrieben. Dieser Name hatte bis 1908 Bestand, als die American Ornithologists’ Union feststellte, dass Larus glaucus bereits 1763 von Erik Pontoppidan verwendet worden war und ein Synonym der 1758 von Linné beschriebenen Sturmmöwe (Larus canus) darstellte. Als nächstgültiger Name wurde nun Larus hyperboreus Gunnerus, 1767 hinzugezogen und wird seither verwendet. Das Epitheton hyperboreus bezieht sich auf das hochnordische „Hyperborea“ der Griechen.

## Bestand
Angaben zum weltweiten Bestand der Eismöwe sind wenig verlässlich, teils widersprüchlich und basieren meist nur auf sehr groben Hochrechnungen. Die Werte liegen nach neueren Quellen (2006) bei zwischen 340.000 und 2.400.000 Individuen, nach älteren Schätzungen bei mehr als 100.000 Brutpaaren.
Für das östliche Kanada wird der Bestand um die Jahrtausendwende mit grob 70.000 Individuen in über 1000 Kolonien angegeben. Hier werden bei Erkundungen immer wieder bislang unbekannte Kolonien entdeckt. In Alaska wird die Gesamtpopulation mit einer nur grob geschätzten Anzahl von Brutvögeln im Binnenland auf über 100.000 Individuen beziffert. Für die Westpaläarktis liegen Schätzungen bei über 20.000 Brutpaaren, für die Ostpaläarktis zwischen 10.000 und 1.000.000 Brutpaaren. Auf Grönland sollen 30.000–100.000 Paare brüten.
Über Bestandstrends liegen keine Daten vor. Abgesehen von lokalen oder regionalen Ab- oder Zunahmen scheint der Bestand stabil. Die Art wird von der IUCN als Least Concern (nicht gefährdet) eingestuft.